# Tollevast
Tollevast ist eine französische Gemeinde im Département Manche in der Region Normandie. Die Einwohner nennen sich Tollevastais.

## Toponymie
Tollevast leitet sich aus dem skandinavischen Namen Tolir ab.
Was die Endung -vast anbelangt, siehe Le Vast.

## Geografie
Tollevast liegt auf der Halbinsel Cotentin, in der Nähe von Cherbourg.
Angrenzende Gemeinden sind Martinvast, Hardinvast, La Glacerie, Brix und Saint-Martin-le-Gréard.
Die Douve entspringt in Tollevast.

### Verkehrsanbindung
Tollevast wird von der vom Département Manche betriebenen Buslinie Manéo Nr. 1 angefahren (Buslinie Saint-Lô-Carentan-Valognes-Cherbourg). Das Gemeindegebiet wird von der Nationalstraße N13 durchquert.

## Bevölkerungsentwicklung
| Jahr      | 1962 | 1968 | 1975 | 1982 | 1990 | 1999 | 2011 | 2018 |
| Einwohner | 466  | 459  | 543  | 813  | 930  | 1160 | 1207 | 1533 |

## Wirtschaft
Ab dem Umspannwerk von Tollevast wird die Wiederaufbereitungsanlage La Hague mit Strom versorgt.

## Sehenswürdigkeiten

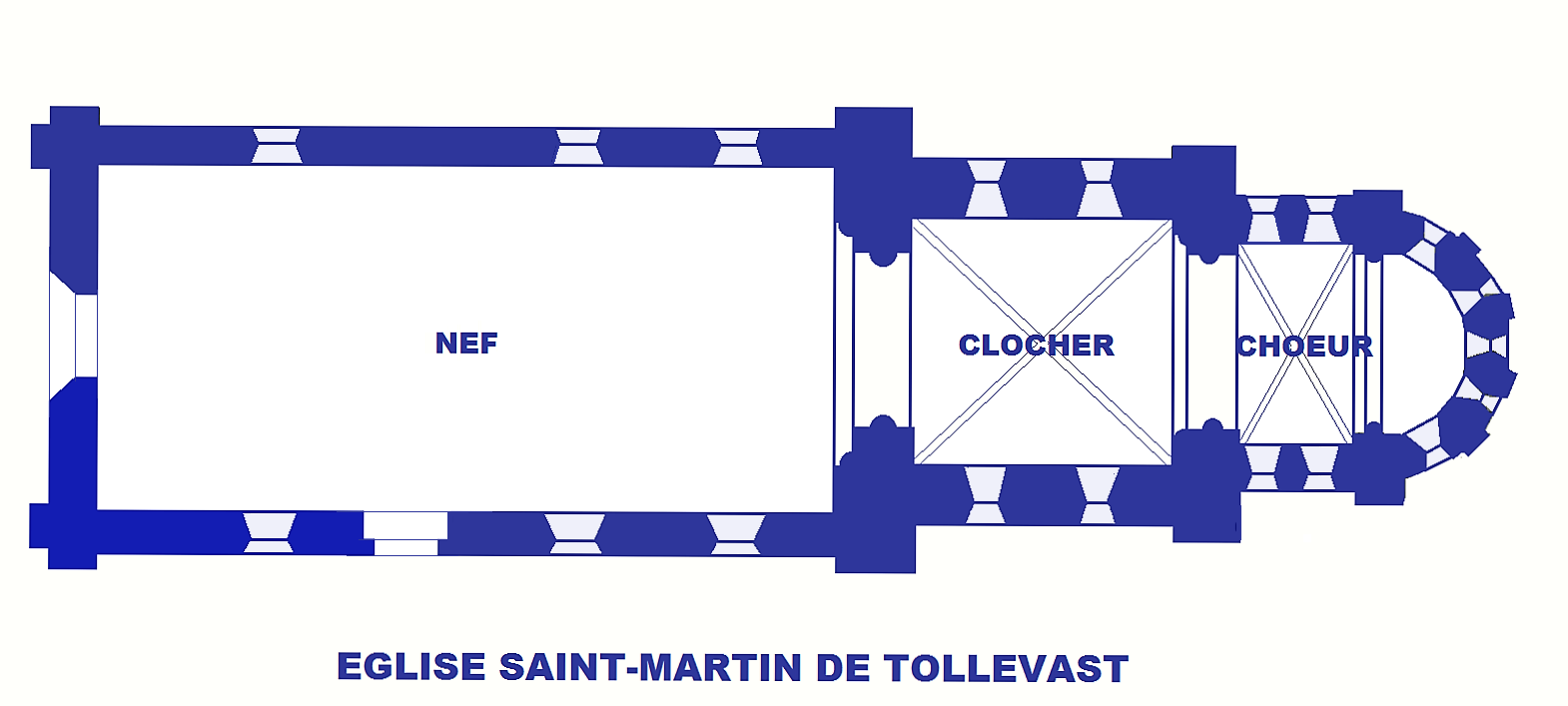
Grundriss Saint-Martin

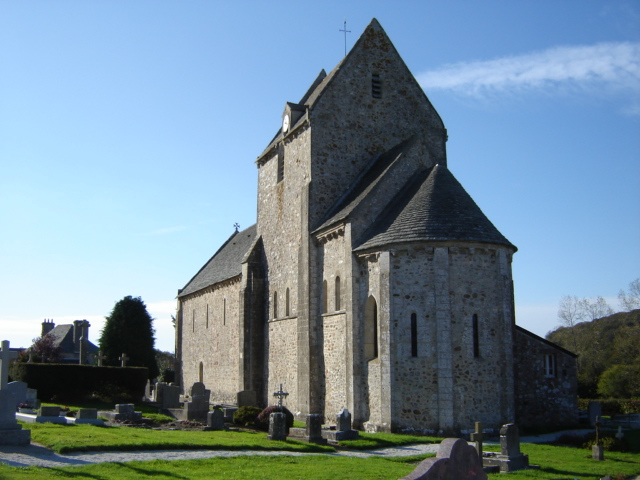
Kirche Saint-Martin

- unter Denkmalschutz stehende Kirche Saint-Martin[5].

Es ist eine romanische Kirche aus dem 11. und 12. Jahrhundert.
Henri de Tollevast, der bei der Schlacht bei Hastings auffiel, ließ die Kirche dank einem bedeutenden Eigentum im Isle of Wight bauen. 1217 gab sie ein Nachkomme von Henri de Tollevast der Abtei Notre-Dame du Vœu in Cherbourg. Die Kirche beherbergt Skulpturen aus dem 15. Jahrhundert: (Sainte Anne et la Vierge) Sainte-Anne und die Jungfrau und (Saint Christophe portant l’Enfant Jésus) Jesus tragrender Saint-Christophe die in die Liste der historischen Denkmäler aufgenommen worden sind. Bemerkenswert ist die Verfeinerung der 110 verzierten Kragsteine. Die meisten davon bilden Tierköpfe ab.